# Chiesa dell'Annunziatella (Roma)
La chiesa dell'Annunziatella è un luogo di culto cattolico di Roma, nel quartiere Ardeatino, nel vicolo omonimo, tra via Ardeatina e via di Grotta Perfetta.

## Storia
Un'epigrafe di papa Onorio III interna alla chiesa, datata 12 agosto 1220, la annovera tra quelle romane con il nome di Maria Annunziata, da cui il nome popolare di Annunziatella. Per un breve periodo la chiesa fu aggiunta da San Filippo Neri, insieme alla chiesa di San Paolo alle Tre Fontane, all'itinerario delle Sette Chiese (che quindi divennero nove). Per questo motivo era dotata di un ospedale per l'assistenza ai pellegrini che vi giungevano.
Nel 1640 fu ridotta alle forme attuali dai lavori di ristrutturazione operati dal cardinale Francesco Barberini, protettore della confraternita del Gonfalone, a cui la chiesa fu affidata. Nacque così la tradizione della distribuzione di viveri ai poveri il 25 marzo, giorno della festa dell'Annunciazione.

## Arte
La chiesa ha una struttura molto semplice, ad una sola navata. All'interno è conservato un Crocifisso ligneo che risale al XIX secolo; nel catino dell'abside vi è un affresco tripartito: al centro è ritratta l'Annunciazione, e ai lati la Madonna tra le anime del purgatorio e la Natività.
Nei pressi di questa antica chiesa, vi è la chiesa della Santissima Annunziata a Via Ardeatina, costruita su progetto di Ignazio Breccia Fratadocchi nel 1987. In occasione della costruzione della nuova chiesa, durante gli scavi vennero alla luce resti di antichi manufatti.